# Fiat Panda
De Fiat Panda is een compact automodel van autoconstructeur FIAT.
De Panda is al jaren de meest verkochte auto in Italië.
De eerste generatie van het model bleef met minimale wijzigingen tot 2003 in productie. De tweede generatie, die vaak de nieuwe Panda wordt genoemd, werd in 2004 Auto van het jaar.

## Eerste generatie Panda (1980-2003)

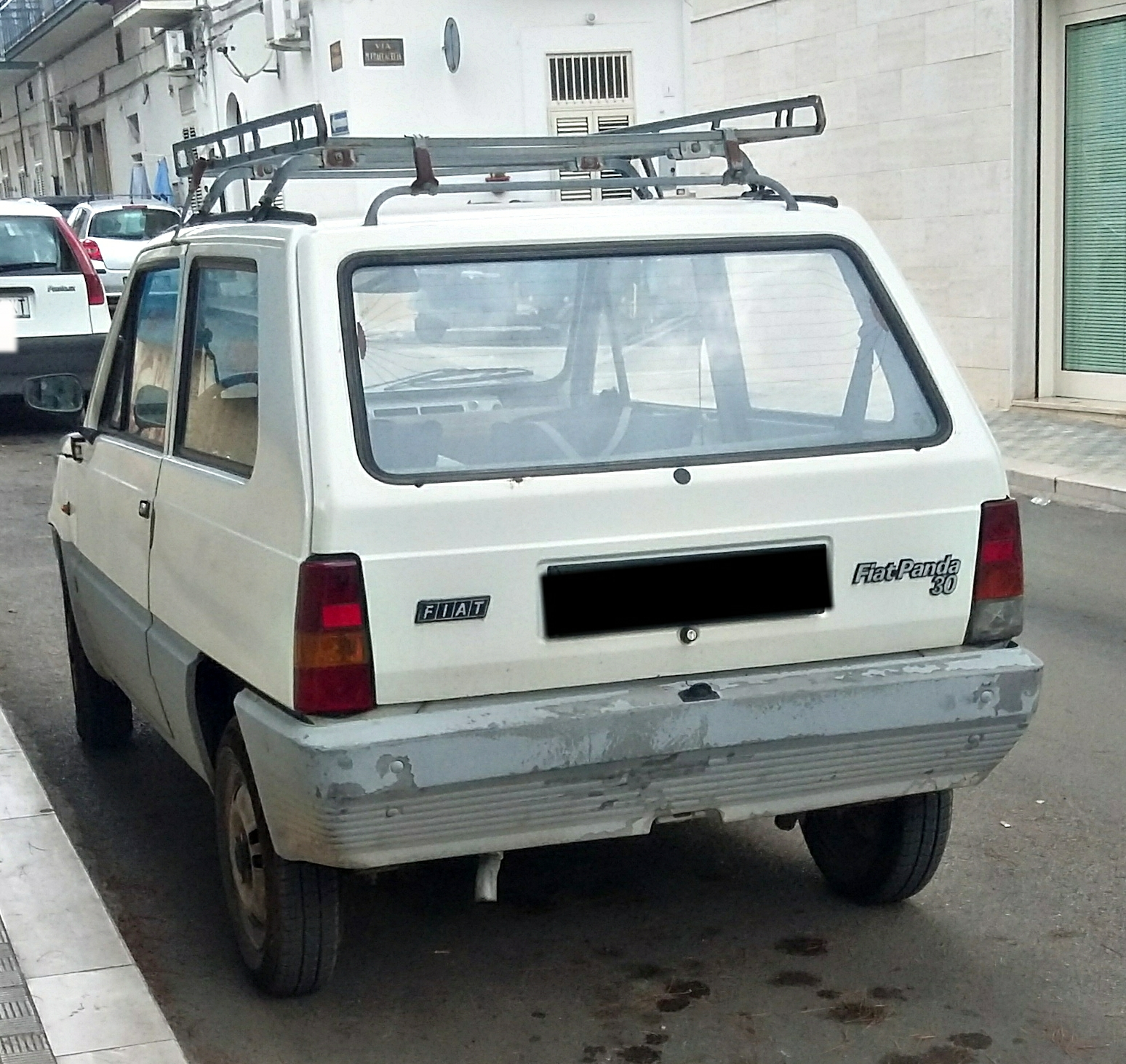
1980-1986 Fiat Panda 30

De Panda was bedoeld als eenvoudige en functionele auto. Het in 1980 geïntroduceerde model werd gekenmerkt door een hoekig ontwerp van de hand van Giorgetto Giugiaro. Dit ontwerp lag ook aan de basis van de latere Fiat Uno. De eerste generatie van de Fiat Panda was een groot verkoopsucces: in totaal werden meer dan 4 miljoen stuks verkocht. De Panda werd vooral gewaardeerd vanwege de geringe kosten en de geschiktheid voor het stadsverkeer. Het functionele aspect van de auto kwam onder andere tot uiting in de kleine afmetingen die zorgden voor wendbaarheid, maar ook door verschillende opties zoals een achterbank waarvan een bed van kon worden gemaakt en die volledig uitneembaar was. De voorzetelbekleding en de stoffen dashboardbekleding kon verwijderd worden om deze te wassen. Verder kon de Panda besteld worden met een stoffen roldak dat over de gehele daklengte liep.
Technisch werden vele onderdelen geleend van de bestaande modellenlijn. De oorspronkelijke basismotor was een luchtgekoelde 2-in-lijnmotor van 652 cc met 30 pk en kwam van de Fiat 126. Deze gaf de auto een topsnelheid van 125 km/u. Op exportmarkten zoals Nederland was de Panda leverbaar met een van de Fiat 127 afkomstige 903 cc viercilinder met 45 pk (de Panda 45), die de auto een topsnelheid gaf van zo'n 140 km/h. In 1982 werd de auto ook leverbaar met een van de Fiat 133 afkomstige 843 cc viercilinder die 34 pk leverde: de Panda 34. De achterwielophanging was met bladveren zeer eenvoudig uitgevoerd. In 1983 werd een Panda met vierwielaandrijving ontwikkeld. Deze versie kreeg naast 4×4 ook een volledig radiatorrooster in plaats van een half (zie foto) en het nieuwe logo met de vijf schuine strepen (/////). De 4×4 bleek populair in het landelijke Italië, waar de wegen vaak slecht zijn.

### Facelift 1986

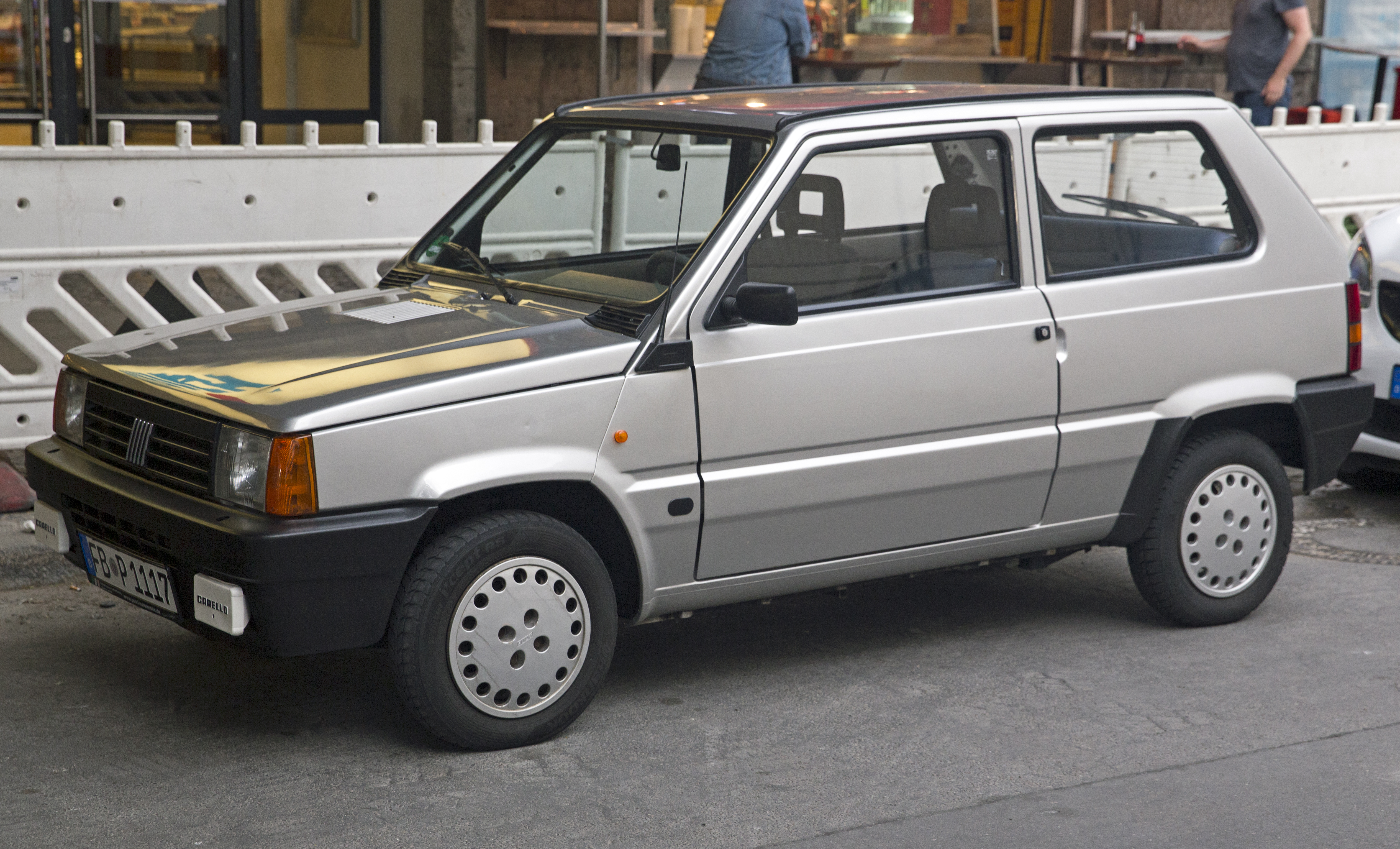
2001-2003 Fiat Panda 1.1 Young

In 1986 kreeg de Panda een grondige facelift met onder andere nieuwe motoren en een nieuwe achterophanging met schroefveren. Die laatste moest het rijcomfort verbeteren na kritiek hierop. Visueel was de vernieuwing zichtbaar door het ontbreken van kleine hoekruitjes in de portierruiten. Het vernieuwde model voerde dezelfde emblemen als voorheen maar stond wel bekend als de Panda II.
Gedurende de jaren tachtig en negentig bleef de Panda populair, ondanks de vaak betwijfelde kwaliteit. Zo leed de Panda, net als alle FIAT-modellen uit die tijd, aan corrosie.
Dit werd verholpen door het galvaniseren van de Panda; iets wat vanaf de introductie van de Panda II in 1986 gebeurde, al bleven de portieren gevoelig voor roestvorming van binnenuit. Vanaf 1996 werd de productie van de Panda even stilgelegd in Europa vanwege de strenger wordende veiligheidsregels. De auto bleef tot aan de introductie van de nieuwe Panda in 2003 in productie.

### Seat Panda
De Spaanse autobouwer Seat, die tot 1983 geen eigen ontwerpen had, bouwde ook een versie van de Panda. Seat had een licentieovereenkomst met FIAT en bouwde destijds enkel FIAT-modellen met Seat-embleem. De Seat Panda werd vanaf 1980 gemaakt. In 1983 verkocht FIAT haar aandeel in Seat en werd de overeenkomst beëindigd. De hele Seatlijn werd aangepast om plagiaat te vermijden. De Seat Panda werd hernoemd tot Seat Marbella en bleef in productie tot 1998.

### Cabrioni
Buiten serieproductie om is in Nederland een cabrioversie geproduceerd door het bedrijf Cabrioni. Dit was tot 1994 gevestigd in Huissen. Deze Panda had de naam "Cabrioni". De aanpassingen waren eenvoudig: het dak werd samen met de achterste raamstijlen en de helft van het kofferdeksel gewoon weg geslepen. Deze onderdelen werden vervangen door een simpel mechanisme met een dakje uit "vrachtwagenzeil". Om het geheel zijn stijfheid te laten behouden monteerde men een metalen rolbeugel.

## Tweede generatie Panda (2003-2013)
De nieuwe Panda, die tijdens de ontwikkeling de codenaam Model 169 droeg, zou oorspronkelijk Fiat Gingo gaan heten. Omdat die naam te veel op Renault Twingo leek werd besloten de naam Panda voort te zetten. De nieuwe Panda werd vanaf 5 mei 2003 enkel in het Poolse Tychy gebouwd.
De auto werd in 2004 Auto van het jaar.
Het model nam zowel van de MPV als de SUV een aantal stijlkenmerken over. Zo heeft het model hoge achterlichten zoals die worden gevonden op de Fiat Punto en op Volvo's 850 en V70. Het model is enkel als vijfdeurs hatchback verkrijgbaar. De versnellingspook staat hoog op het centrale dashboard gemonteerd.
In oktober 2005 waren reeds een half miljoen exemplaren verkocht. Vooral in Italië, waar de helft van dit aantal was afgezet, kende de wagen succes.
Fiat verving later de 1,1 literbenzinemotor en de 1,2-liter van 44 kW (behalve in combinatie met automaat) door de 1,2 litermotor met 51 kW. Dat blok was sterker en zuiniger. Het gemiddelde brandstofverbruik is 1 op 20,4 en de CO2-uitstoot van 110 g/km.

### Versies
De nieuwe Panda werd in verschillende uitrustingsniveaus aangeboden:
- Actual (januari 2004): Basisversie. Vanaf september 2010 standaard met elektrische ramen voor.
- Active (mei 2005): Bumpers in koetswerkkleur, elektrische ruiten voor, centrale vergrendeling.
- Dynamic: ABS, passagiersairbag, dakbagagerek, cassettespeler.
- Emotion (ook Eleganza): cd-speler, lichtmetalen velgen, airco en optioneel klimaatregeling en panoramadak.
- 4×4 Climbing (december 2004: hoger, grotere banden, 4×4.
- 4×4 Cross (december 2005): andere lichtblokken, extra beschermstrips.
- 100 HP (oktober 2006): 1.4 16v motor, body-kit, 15" velgen, sportinterieur.
- Edizione Cool: De Luxe versie van de Panda met onder andere airco, in carrosseriekleur gespoten buitenspiegelkappen en een andere grille.
- Celebration:Hetzelfde als de Active. Heeft een badge op de c stijl en zwarte bekleding Glam stijl. Uitgebracht vanaf september 2010 ter ere van het 30-jarig Panda jubileum.
- Sempre: De opvolger van de 100HP die uitgebracht wordt vanaf september 2010. Deze versie heeft alles wat de Edizione Cool heeft. Daarnaast heeft de Sempre sportinterieur, radio/cd/mp3-speler, opbergvak onder de bijrijdersstoel, dakspoiler, lederen stuurwiel, mistlampen in de voorbumper en radiobediening op het stuur.

### Motoren
De nieuwe Panda is verkrijgbaar met:
- Een 1.1 L benzine met 54 pk. Hiermee haalt de Panda 150 km/u, de motor wordt te zwak bevonden voor de hiermee 840 kg wegende auto.
- Een 1.2 L benzine van 60 pk. Hiermee haalt de Panda 155 km/u.
- Een 1.2 L benzine van 69 pk. Hiermee haalt de Panda 162 km/u. Geïntroduceerd in Maart 2010, vervangt de 60 pk motor.
- Een 1.3 L MultiJet-diesel van 75 pk die een top van 160 km/u geeft. Deze is voorts de zuinigste motor.
- Een 1.4 16v benzine met 100 pk. Topsnelheid van 185 km/h en sprint in 9,5 seconden van 0 naar 100 km/h.

Daarnaast is er ook een Panda op cng verkrijgbaar.
Op 20 december 2012 stopte de productie van de tweede generatie Panda. In totaal zijn er 2.168.491 exemplaren van gemaakt.

## Derde generatie Panda (2012-2026)
Fiat presenteerde de derde generatie van de Panda op de Frankfurt Motor Show in september 2011. De nieuwe Panda is gebaseerd op het platform van de Fiat 500. De productie begon in het laatste kwartaal van 2011 in de fabriek in Pomigliano d'Arco in de omgeving van Napels. Hier worden dagelijks 1000 Panda's geproduceerd. Automotive News meldde in april 2024, op basis van uitspraken van Stellantis-CEO Carlos Tavares, dat de derde generatie Panda, die vanaf juli 2024, de namen "Panda City" en "Pandina" kregen, en ondanks de komst van de vierde generatie Panda, in juli 2024, met de naam "Grande Panda", nog tot 2030 in productie blijft.
In 2011 waren reeds van alle modellen Panda's meer dan 6,4 miljoen wagens afgeleverd. Van de derde generatie Panda werd op 17 november 2017 in de fabriek in Italië het miljoenste exemplaar geproduceerd, waarmee er in 2017 in totaal sinds 1980 meer dan 7,5 miljoen Panda's de weg opgingen, waarvan bijna 193.000 verkocht in Nederland.
Van de derde generatie Panda waren er in juli 2024 bijna 2 miljoen van gemaakt, op een totaal van inmiddels meer dan 8 miljoen geproduceerde Fiat Panda's.

Bij het ontwerpen van deze generatie Panda heeft Fiat de 'squircle', een vierkant met afgeronde hoeken, als uitgangspunt genomen. Deze vorm komt onder meer terug in het derde zijruit, het stuurwiel, de stoelbekleding en het instrumentarium. Verder doet de auto qua basisontwerp veel denken aan z'n voorganger, inclusief de langgerekte achterlichten en de standaard vijf deuren. Van binnen is onder meer de hoge positie van de versnellingspook bekend van z'n voorganger.
Een revolutie vond plaats onder de motorkap. Hier is namelijk een tweecilinder benzinemotor te vinden, de enige op de markt.
In eerste instantie was deze motor, die is voorzien van Fiat's MultiAir-techniek, er alleen in een 85 pk variant met turbo. Later kwam er ook een turboloze versie met 65 pk, die ter compensatie een iets grotere cilinderinhoud kreeg. Ook wordt de turboversie later als cng (compressed natural gas) aangeboden. Deze versie heeft het uiterlijk van de Panda 4×4 vanwege de ingebouwde gastanks. Deze zijn in de bodem opgenomen, zodat er geen bagageruimte verloren gaat. De 1.3 Multijet dieselmotor is niet in de Nederlandse prijslijsten opgenomen, vanwege de lage vraag naar diesels in dit segment.
In 2014 werden specifiek voor de Nederlandse markt de benzinemotoren licht aangepast, waardoor de CO2-uitstoot kon dalen. Hierdoor bleef de Panda voldoen aan de eisen voor 14%-bijtelling bij zakelijk gebruik. Hierdoor is het vermogen licht gedaald.
In 2020 kreeg de Panda een nieuwe motor, de driecilinder FireFly motor gecombineerd met een mild-hybride systeem, wat moest resulteren in maximaal 30 % brandstofbesparing t.o.v. de 1.2 Fire motor. 

### Uitvoeringen
- Actual: standaard onder meer stuurbekrachtiging, centrale portiervergrendeling en elektrisch bedienbare ramen vóór
- Pop: Actual + in carrosseriekleur gespoten voor-/achterbumper
- Edizione Cool: Pop + onder meer afstandsbediening voor centrale portiervergrendeling, airco
- Young: Pop + onder meer afstandsbediening voor centrale portiervergrendeling, airco, radio-/cd-/MP3-speler
- Popstar: Pop + afstandsbediening voor centrale portiervergrendeling, airco, radio-/cd-/MP3-speler, hoofdsteunen achter (2x)
- Lounge: Edizione Cool + onder meer radio-/cd-speler, elektrisch verstel-/verwarmbare buitenspiegels en bluetooth-aansluiting voor telefoon
- Trekking: Lounge + onder meer 15" lichtmetalen velgen, specifiek 'off-road' uiterlijk
- Climbing: Trekking + onder meer zesversnellingsbak met lage gearing, vierwielaandrijving
- Cross: Climbing + onder meer automatische airco, led-dagrijverlichting en specifiek Cross uiterlijk
- Pandina: uiterlijk als Cross, met bestuurdersassistentiesystemen om te voldoen aan Europese regels, en digitaal instrumentarium[6].

| Type                  | Motor    | Motor     | Motor   | Vermogen                   | Koppel              | Jaartal     | Opmerkingen                                                          |
| Type                  | Inhoud   | Cilinders | Kleppen | Vermogen                   | Koppel              | Jaartal     | Opmerkingen                                                          |
| --------------------- | -------- | --------- | ------- | -------------------------- | ------------------- | ----------- | -------------------------------------------------------------------- |
| 1.0 TwinAir           | 964 cm³  | 2-in-lijn | 8v      | 60 pk (44 kW) bij 6250 tpm | 88 Nm bij 3500 tpm  | 2011 - 2013 | -                                                                    |
| 1.0 TwinAir           | 964 cm³  | 2-in-lijn | 8v      | 65 pk (48 kW) bij 6000 tpm | 89 Nm bij 3500 tpm  | 2014 - 2020 | -                                                                    |
| 1.2 8V FIRE           | 1242 cm³ | 4-in-lijn | 8v      | 69 pk (51 kW) bij 5500 tpm | 102 Nm bij 3000 tpm | 2013 - 2020 | -                                                                    |
| 0.9 TwinAir Turbo     | 875 cm³  | 2-in-lijn | 8v      | 80 pk (59 kW) bij 5500 tpm | 145 Nm bij 1900 tpm | 2014 - 2020 | Optioneel leverbaar met semi-automatische versnellingsbak 'Dualogic' |
| 0.9 TwinAir Turbo     | 875 cm³  | 2-in-lijn | 8v      | 85 pk (63 kW) bij 5500 tpm | 145 Nm bij 1900 tpm | 2012 - 2020 | Alleen leverbaar als Trekking en Climbing (4×4)                      |
| 0.9 TwinAir Turbo     | 875 cm³  | 2-in-lijn | 8v      | 90 pk (66 kW) bij 5500 tpm | 145 Nm bij 1900 tpm | 2014 - 2022 | Alleen leverbaar als Cross met standaard vierwielaandrijving (4×4)   |
| 0.9 TwinAir Turbo CNG | 875 cm³  | 2-in-lijn | 8v      | 90 pk (66 kW) bij 6000 tpm | 145 Nm bij 1900 tpm | 2014 - 2020 | -                                                                    |
| 1.0 FireFly           | 999 cm³  | 3-in-lijn | 6v      | 69 pk (51 kW) bij 5500 tpm | 92 Nm bij 3500 tpm  | 2020 - ..   | Als mild-hybrid met KERS systeem                                     |

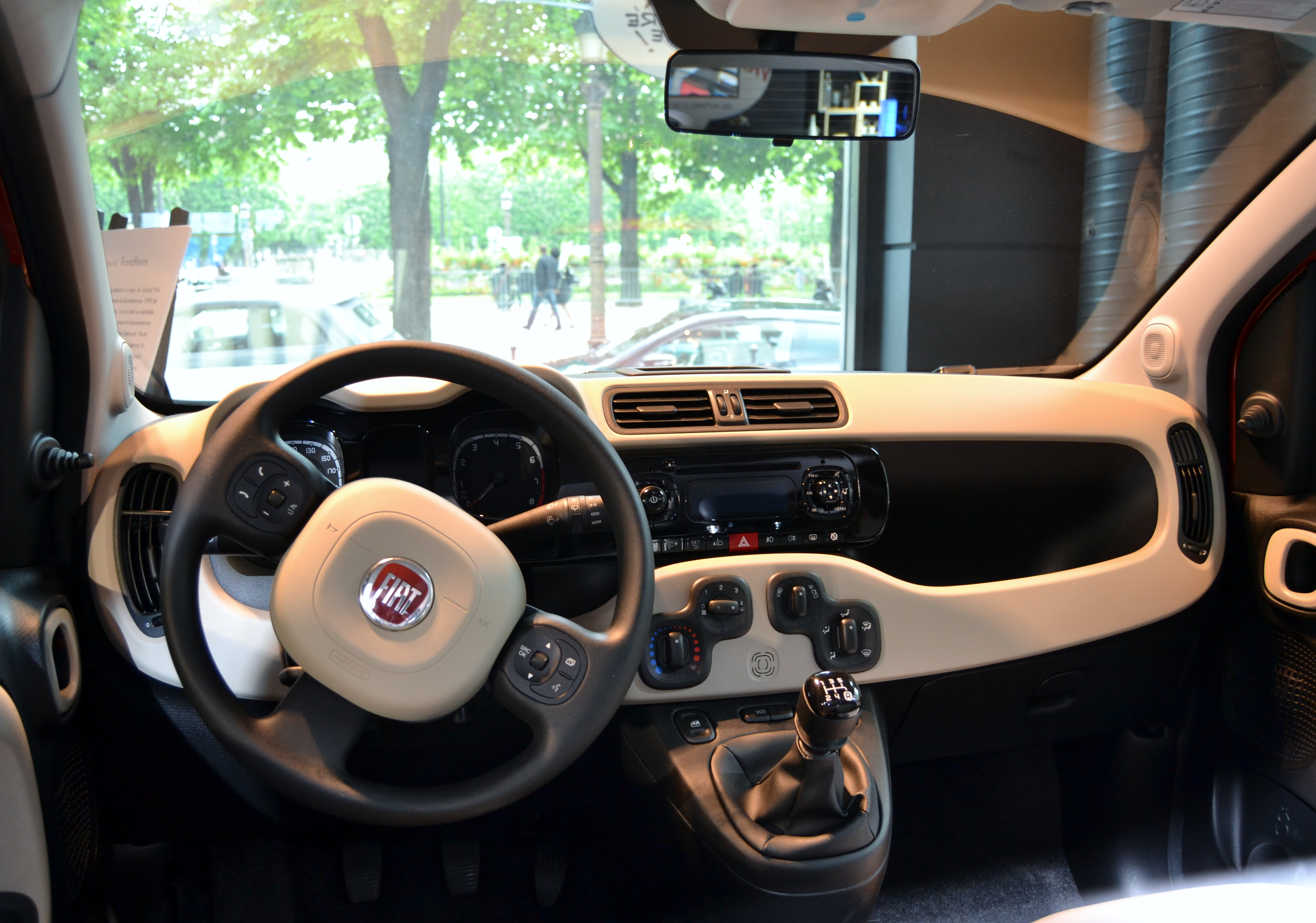
Dashboard van de Fiat Panda

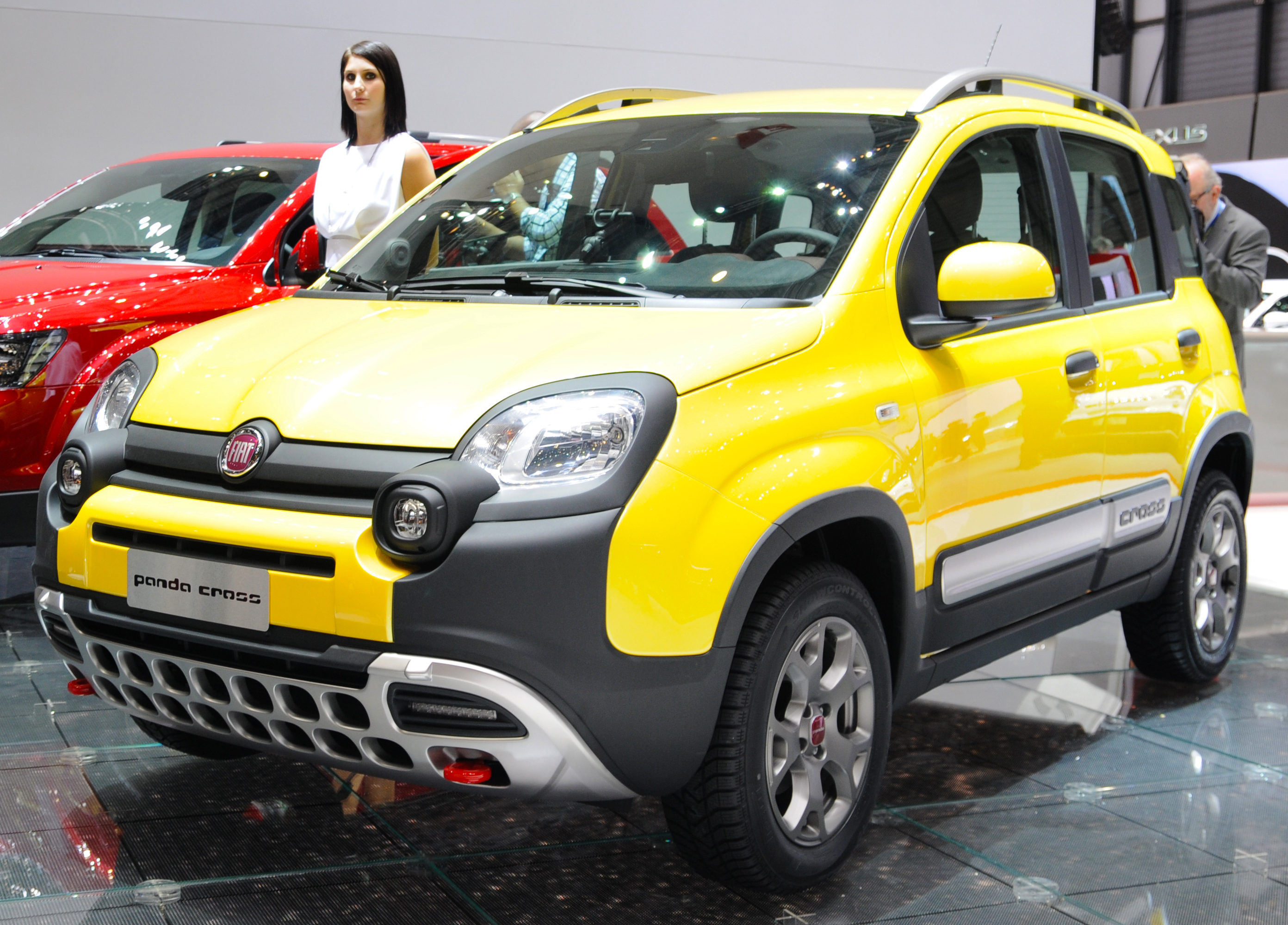
De Fiat Panda Cross op de salon d'automobile Genève

In 2012 introduceerde Fiat de vierwielaangedreven variant van de Panda. Deze werd opnieuw Climbing genoemd en kenmerkt zich, behalve de hogere bodemvrijheid, door een aangepast uiterlijk. De Climbing is te herkennen aan de speciale lichtmetalen velgen, voor- en achterbumper, stoelbekleding en interieur kleurstelling. Er werd ook een zogeheten Trekking uitvoering op de markt gebracht. Deze heeft alle uiterlijkheden van de Climbing, behalve diens vierwielaandrijving.
In 2014 werd daar nog de Cross uitvoering aan toegevoegd. Deze is voorzien van vierwielaandrijving, maar heeft een ander aandoend front, met sleepoog en led-dagrijverlichting. Deze uitvoering zou off-road nog meer moeten klaarspelen dan de reguliere 4×4's.
Vooralsnog is er geen opvolger gepresenteerd van de sportievere Panda 100HP.
De tweede generatie van de Panda bleef in eerste instantie naast de nieuwe generatie bestaan onder de naam Classic, maar is inmiddels uit productie genomen.

### Verkoopcijfers in Nederland
| Jaar   | Aantal |
| ------ | ------ |
| 2011   | 10052  |
| 2012   | 8230   |
| 2013   | 5020   |
| 2014   | 4471   |
| 2015   | 2885   |
| 2016   | 2218   |
| 2017   | 1929   |
| 2018   | 1438   |
| 2019   | 383    |
| 2020   | 569    |
| 2021   | 364    |
| 2022   | 685    |
| 2023   | 407    |
| Totaal | 38651  |